# Dangerous Beauty
Dangerous Beauty (bra Em Luta pelo Amor) é um filme estadunidense de 1998, do gênero drama romântico-biográfico, dirigido por Marshall Herskovitz, com roteiro de Jeannine Dominy baseado no livro acadêmico The Honest Courtesan, de Margaret F. Rosenthal, publicado em 1992. O filme é estrelado por e estrelado por Catherine McCormack, Rufus Sewell e Oliver Platt. A história é sobre Veronica Franco, uma cortesã de Veneza do século XVI que se torna uma heroína de sua cidade, mas posteriormente é alvo de uma inquisição da Igreja por bruxaria. O filme conta com um elenco de apoio que inclui Fred Ward, Naomi Watts, Moira Kelly e Jacqueline Bisset. O filme foi lançado como A Destiny of Her Own em algumas regiões, e foi renomeado The Honest Courtesan para seu lançamento em vídeo no Reino Unido.

## Sinopse
Na Veneza do século 16, Veronica Franco não pode se casar com o fidalgo Marco Venier devido à sua condição social, então se torna uma cortesã disputada por homens da nobreza, que acabam encantados por sua perspicácia e beleza.

## Elenco
- Catherine McCormack como Veronica Franco
- Rufus Sewell como Marco Venier
- Oliver Platt como Maffio Venier
- Fred Ward como Domenico Venier
- Naomi Watts como Giulia De Lezze
- Moira Kelly como Beatrice Venier
- Jacqueline Bisset como Paola Franco
- Jeroen Krabbé como Pietro Venier
- Joanna Cassidy como Laura Venier
- Melina Kanakaredes como Livia
- Daniel Lapaine como Serafino Franco
- Justine Miceli como Elena Franco
- Jake Weber como o Rei Henry
- Simon Dutton como Ministro Ramberti
- Grant Russell como Francesco Martenengo

## Recepção
O filme estreou com lançamento limitado em 20 de fevereiro de 1998 e recebeu críticas mistas, mas em sua maioria positivas, recebendo uma classificação de 69 por cento no site de críticos de cinema Rotten Tomatoes. Roger Ebert do Chicago Sun-Times dá 3 estrelas e meia e elogia os escritores, observando que "poucos filmes foram contados tão deliberadamente do ponto de vista de uma mulher...A maioria dos filmes é feita por homens e mostra mulheres fascinadas por homens. Este filme sabe melhor." Jack Mathews do Los Angeles Times descreveu-o como "abençoado e amaldiçoado com inspiração." Em seu lançamento inicial, Dangerous Beauty foi exibido em apenas 10 cinemas, embora tenha ido bem, ganhando $105.989 (uma média por cinema de $10.599 em dez salas). Dangerous Beauty estreou em 313 cinemas, mas arrecadou apenas US$4.5 milhões nos Estados Unidos.

## Versões de palco
Uma versão musical teatral do filme estreou em 25 de julho de 2008 no Ethel M. Barber Theatre da Northwestern University. O musical apresenta livro e verso de Jeannine Dominy (a roteirista do filme), letras de Amanda McBroom e música de Michele Brourman sob a direção de Sheryl Kaller.  Outra versão musical de Dangerous Beauty estreou no Pasadena Playhouse em fevereiro de 2011, estrelando Jenny Powers como Veronica Franco e James Snyder como Marco Venier.